# گوتفرید دون
گوتفرید دون (انگلیسی: Gottfried Döhn؛ زادهٔ ۱۰ ژوئن ۱۹۵۱) قایقران روئینگ اهل آلمان شرقی بود.
وی در مسابقات کشوری و بین‌المللی در مجموع برندهٔ ۶ مدال طلا شده‌است.